# Квапил, Марек
Марек Квапил (чеш. Marek Kvapil; род. 5 января 1985, Илава, Западно-Словацкий край) — чешский хоккеист, нападающий. Чемпион мира 2010 года.

## Карьера
Начал профессиональную карьеру в 2003 году в составе пражской «Славии», в составе которой уже в следующем году он стал серебряным призёром чемпионата Чехии. В 2005 году на драфте НХЛ был выбран в 6 раунде под общим 163 номером клубом «Тампа-Бэй Лайтнинг». Сезон 2004/05 провёл в Хоккейной лиге Онтарио, выступая в составе клуба «Сагино Спирит». До 2008 года продолжал выступления в низших североамериканских лигах, однако, так и не пробившись в НХЛ, он принял решение вернуться в Европу, где подписал контракт с клубом «Витковице», в составе которого в 2010 году во второй раз в своей карьере завоевал серебро чешского первенства.
21 июля 2010 года, несмотря на слухи об интересе к нему со стороны минского «Динамо», перешёл в клуб «Комета Брно». В сезоне 2010/11 был одним из лидеров команды, набрав 53 (13+40) очка в 57 проведённых матчах. 22 апреля 2011 года заключил двухлетнее соглашение с московским «Динамо». В июне 2014 года подписал однолетнее соглашение с череповецкой «Северсталью».

### Международная
В составе сборной Чехии принимал участие в молодёжном чемпионате мира 2005 года, на котором он вместе с командой стал бронзовым призёром, а также взрослом чемпионате мира 2010 года, где чехи стали победителями турнира. Также регулярно вызывался для участия в этапах Еврохоккейтура.

## Достижения
- Чемпион мира: 2010
- Чемпион Чехии: 2017
- Бронзовый призёр молодёжного чемпионата мира: 2005
- Серебряный призёр чемпионата Чехии (3): 2004, 2010, 2019
- Двукратный обладатель Кубка Гагарина: 2012, 2013
- Обладатель Кубка Континента: 2013/14

## Статистика
| Легенда | Легенда                    | Легенда | Легенда                   | Легенда | Легенда    |
| ------- | -------------------------- | ------- | ------------------------- | ------- | ---------- |
| И       | Количество проведённых игр | Штр     | Штрафное время            | +/−     | Плюс-минус |
| Г       | Голы                       | П       | Голевые передачи          | О       | Очки       |
| -       | Статистика неизвестна      | —       | Статистика не учитывалась |         |            |